# Ekman-Zahl
Die Ekman-Zahl {\displaystyle {\mathit {Ek}}} (nach Vagn Walfrid Ekman) ist eine dimensionslose Kennzahl der Strömungsmechanik, die das Verhältnis von viskosen Kräften in einem Fluid zur Coriolis-Kraft angibt:
{\displaystyle {\mathit {Ek}}={\frac {F_{visk}}{F_{C}}}={\frac {\nu }{2\cdot D^{2}\cdot \Omega \cdot \sin \varphi }}={\frac {\mathit {Ro}}{\mathit {Re}}}}
mit
- {\displaystyle \nu }: kinematische Viskosität
- {\displaystyle D} : charakteristische Größenordnung des Phänomens
- {\displaystyle \Omega }: Winkelgeschwindigkeit der Erdrotation
- {\displaystyle \varphi }: der Breitengrad
- {\displaystyle {\mathit {Ro}}}: Rossby-Zahl
- {\displaystyle {\mathit {Re}}}: Reynolds-Zahl.

Die Ekman-Zahl wird vorwiegend in der Geophysik bei ozeanografischen und atmosphärischen Phänomenen verwendet, um die Größenordnung der Dicke der Ekman-Schicht zu beschreiben. Dies ist eine Grenzschicht, in der die viskose Diffusion vom Coriolis-Effekt ausgeglichen wird. Für kleine Ekman-Zahlen können sich Störungen fortpflanzen, bevor sie sich aufgrund von Reibungseffekten auflösen.